# غراب (شعر نیما یوشیج)
«غراب» یکی از اشعار نیما یوشیج است که در آذر ۱۳۱۸ منتشر شد. 

وقت غروب کز بر کهسار، آفتاب

با رنگهای زرد غمش هست در حجاب،

تنها نشسته بر سر ساحل یکی غراب...

## زمینه
نیما یوشیج (۱۲۷۶–۱۳۳۸) شاعر معاصر ایرانی و بنیان‌گذار شعر نوی فارسی است. او با شعر افسانه (۱۳۰۱) نوعی جهان‌بینی نو را به ادبیات فارسی و حتی فرهنگ ایرانی وارد ساخت که تا پیش از آن سابقه نداشت. با این حال، عملاً با شعر ققنوس، شعر نوی فارسی متولد شد، زیرا اولین بار در این شعر، مدلولی جدید با دالی جدید پیوند خورد و پدیده‌ای نو شکل گرفت. نیما نخستین آثار خود را در اواخر دوران مشروطه و سال‌های آغازین حکومت رضاشاه سرود یا منتشر کرد. از سال ۱۳۰۶ تا ۱۳۱۵ هیچ شعری از او منتشر نشد تا اینکه در سال ۱۳۱۶ سرایش و چاپ آثارش را از سر گرفت و شعر مهم ققنوس را خلق کرد. «غراب» پس از ققنوس، دومین شعر نوی نیما محسوب می‌شود.

## انتشار
نیما در سال ۱۳۱۸ (۱۹۳۹)، به همکاری با مجله موسیقی می‌پردازد و نظریات و شعرهای خود را در آن منتشر می‌کند. «غراب» که دومین شعر نوی نیماست، پیش از اولین شعر یعنی ققنوس در شماره نهمِ سال اولِ مجله موسیقی در آذر ۱۳۱۸ منتشر می‌شود و ققنوس مدتی بعد در شماره دوم سال دوم این مجله یعنی در اردیبهشت ۱۳۱۹ چاپ می‌شود.

## تاریخ سرایش
روزی که نخستین شاهین منتشر شد هنوز چند روزی نگذشته بود که در یکی از مجلات دیدم یک شعر شکسته با یک تاریخ قبلی و جعلی درج شده، کمی شکسته. خندیدم و فهمیدم قاچاق و چاخان شروع شده. اشتباه نکرده بودم. قاچاق و چاخان شروع شده بود. هر چه شاهین میان مردم بیشتر می‌گرفت. [...] درازهای این شعرهای شکسته را درازتر کردند و کوتاه‌هایش را کوتاه‌تر. به تاریخ چاپ آنها نگاه کنید. با تفریح نگاه کنید و ببینید چگونه، از آذر ۱۳۱۸ به این طرف، به‌مرور، هی سرش را درازتر کشیده‌اند و دمش را کوتاه‌تر بریده‌اند.

شمس‌الدین تندرکیا
شمس‌الدین تندرکیا نیما را متهم می‌کند که تاریخ شعر «غراب» را یک سال به عقب برده و به مهر ۱۳۱۷ تغییر داده‌است. سعید رضوانی در مقاله‌ای، به یکی از دست‌نوشته‌های نیما اشاره می‌کند که اتهام وارده به نیما را تأیید می‌کند. این دست‌نوشته حاوی شعری با عنوان «کشتگاه شاعر» است و نیما در پای شعر تاریخ را به‌شکل «بتاریخ/شعر غراب/۱۳۱۸» ثبت کرده‌است. 